# Sorengo
Sorengo – miejscowość i gmina w południowej Szwajcarii, w kantonie Ticino, w okręgu (distretto) Lugano, w powiecie (circolo) Vezia. Leży na północnym brzegu jeziora Lago di Muzzano.

## Demografia
W Sorengo mieszka 1 980 osób. W 2021 roku 35,9% populacji gminy stanowiły osoby urodzone poza Szwajcarią. 

## Osoby

### urodzone w Sorengo
- Anders Arborelius, duchowny
- Gaetano Berardi, piłkarz
- Arianna Farfaletti Casali, włoska lekkoatletka
- Lara Gut-Behrami, narciarka alpejska
- Carlo Röthlisberger, łyżwiarz figurowy

### związane z gminą
- Emmy Hennings, niemiecka pisarka, zmarła tutaj

## Transport
Przez teren gminy przebiega droga główna nr 399.